# Anycast
Anycast – rodzaj transmisji sieciowej, w której dane wysyłane są do topologicznie najbliższego (czyli teoretycznie najlepszego) odbiorcy (węzła).
Komunikacja następuje od jednego nadawcy do (potencjalnie) wielu odbiorców, przy czym jednocześnie dane są odbierane przez jednego z nich. Najlepiej do tego rodzaju transmisji nadają się protokoły bezpołączeniowe (np. UDP).
Anycast typowo stosuje się w trasowaniu międzysieciowym BGP (wybraną sieć można osiągnąć przez kilka routerów BGP, wybiera się jeden z nich, „najbliższy” według ustalonych kryteriów trasowania), może być wykorzystywany m.in. w dostępie do usług rozproszonych na wiele serwerów, np. DNS (zapytanie klienta skierowane do grupy serwerów dostarczane jest przez protokół wybranemu serwerowi z tej grupy), jak również do przeprowadzania ataków DoS.